# ホタガス
ホタガス（JOTAGAS）は、スペインアラゴン州アルカニスにあるモーターランド・アラゴン内に本社を置くオートバイメーカーである。主にトライアルバイク、エンデューロを製造している。日本では、エトスジャパンが正規輸入元として取り扱っている。

## 概要
2010年にJordi Robinat Alcanizやジョルディ・タレス、甥のポル・タレスによって設立された。オートバイ開発にはジョルディ・タレス自身がメンバーの一員として参加した。ブランド名はJTGと略される。

## 名前の由来
ヨーロッパ（主にスペインやフランス）において、ガソリンの省略形である「gas」という単語は、「ガソリンを送り込む（step on the gas）」からの連想で「アクセルを開ける」という意味のスラングとして用いられている。さらに「少し」を意味するJotaがつくことで「少しずつアクセルを開ける」という意味を表わしている。

## シリーズ

### トライアル
- JT250
- JT280
- JT300

### エンデューロ
- MK300